# Рогинцы (Хмельницкий район)
Рогинцы (укр. Рогинці) — село на Украине, находится в Хмельницком районе Винницкой области. Относится к Кустовецкому сельскому совету.
Код КОАТУУ — 0524883503. Население по переписи 2001 года составляет 387 человек. Почтовый индекс — 22044. Телефонный код — 4338.
Занимает площадь 2 км².
В селе действует храм Апостола и Евангелиста Иоанна Богослова Хмельницкого благочиния Винницкой епархии Украинской православной церкви.

## Адрес местного совета
22044, Винницкая область, Хмельницкий р-н, с. Рогинцы, ул. Ленина, 3